# K-MIX掛川中継局
K-MIX掛川中継局（ケーミックスかけがわちゅうけいきょく）は、静岡県掛川市に置かれている静岡エフエム放送の中継局。

## 所在地
- 掛川市山崎字三沢山国有林594番1号（小笠山）
  - なお、2005年3月31日までの所在住所は小笠郡大須賀町であったが、掛川市との合併により現在の住所となった。

## FMラジオ中継局設備概要
| 放送局名               | 周波数 （MHz） | 空中線 電力 | ERP   | 放送対象地域 | 放送区域 内世帯数 | 運用開始日 |
| ---------------------- | -------------- | ----------- | ----- | ------------ | ----------------- | ---------- |
| K-MIX 静岡エフエム放送 | 80.3           | 10W         | 12.5W | 静岡県       | 約-世帯           | -          |

- なお、正式な中継局名は、「掛川FM中継放送所」である。

## 放送エリア
- 掛川市および周辺地域をカバーしている。